# Conférence de Bellevue (11 septembre 1917)
Vous lisez un « bon article » labellisé en 2021.
Pour les articles homonymes, voir Conférence de Bellevue et Conférence de Berlin (homonymie).
La conférence de Bellevue du 11 septembre 1917 est un conseil de la couronne impériale allemande réuni à Berlin, au château de Bellevue, sous la présidence de Guillaume II. Cette rencontre entre civils et militaires est convoquée par l'empereur allemand Guillaume II afin de déterminer la nouvelle politique de buts de guerre du Reich impérial, dans un contexte marqué par la révolution de Février et la publication de la note de Benoît XV le 1er août 1917 ; rapidement, la question du sort de la Belgique, alors presque totalement occupée par le Reich, focalise l'attention des participants. Enfin, cette rencontre doit aussi définir les termes de la réponse allemande à la note pontificale, appelant les belligérants à mettre un terme au conflit armé.

## Contexte

### Redéfinition des buts de guerre
Depuis la chute de la monarchie en Russie, deux tendances s'affirment au sein des responsables allemands sur la question des buts de guerre du Reich. La première, organisée jusqu'au 13 juillet 1917 autour du chancelier impérial Theobald von Bethmann Hollweg, prône une mise sous tutelle des voisins du Reich, au moyen d'accords politiques, économiques et commerciaux respectant leur indépendance juridique, mais les soumettant à un joug politique, économique et commercial très serré ; cette option de sortie du conflit regroupe essentiellement les responsables politiques du Reich : Richard von Kühlmann, alors secrétaire d'État aux affaires étrangères, Karl Helfferich, soutenus par le chancelier, Georg Michaelis à partir de sa rencontre le 14 août avec les Austro-Hongrois. Face à ces partisans de la mise en place d'une tutelle allemande indirecte sur le continent européen, Paul von Hindenburg et Erich Ludendorff, les Dioscures, soutenus par la droite parlementaire et les pangermanistes, justifiant leur position par le « protocole de Kreuznach », approuvé le 23 avril 1917 par Theobald von Bethmann-Hollweg, exigent de larges annexions en Europe, en Belgique, en France, en Pologne et dans les pays baltes.
Parallèlement à ces débats internes au gouvernement allemand, le nonce en Bavière Eugenio Pacelli remet officiellement le 30 août 1917 à Georg Michaelis la réponse britannique à la note de paix du 1er août. Dans cette réponse officieuse, le gouvernement britannique se montre partisan de la restauration de la Belgique, dans ses frontières de 1914, érigeant ce royaume alors occupé en « nœud de la paix » et de la modification de la frontière franco-allemande en Alsace-Lorraine en faveur de la France ; la réponse britannique reste évasive sur le tracé des frontières russes avec le Reich, l'Autriche-Hongrie et l'Empire ottoman.

### Désirs de paix
Durant le printemps et l'été 1917, un sentiment de lassitude gagne la population allemande.
Cette lassitude se manifeste par la multiplication des grèves, dont la première éclate dans les usines de munitions berlinoises le 5 avril 1917. Hostile à la politique d'apaisement en direction des socialistes, menée par le chancelier Theobald von Bethmann Hollweg, Erich Ludendorff, le principal animateur du haut-commandement allemand, obtient son renvoi le 12 juillet 1917 et son remplacement par Georg Michaelis. Parallèlement au remplacement de Bethmann-Hollweg, Ludendorff obtient que la résolution de paix votée le 19 juillet 1917 au Reichstag soit suffisamment imprécise pour permettre toutes les interprétations.
De plus, le 1er août, le pape Benoît XV avait rendu public un appel à la paix sur la base du statu quo territorial de 1914. Recueillant l'hostilité des Alliés, cet appel pousse le Reich, après avoir consulté ses alliés de la Quadruplice, à préciser les buts de guerre des puissances centrales,.
Enfin, le 30 août, Ottokar Czernin, ministre austro-hongrois des affaires étrangères, informe Richard von Kühlmann de son intention de rencontrer en Suisse Paul Painlevé, le président du conseil français, pour élaborer un plan de paix entre l'Entente d'une part, et la double monarchie de l'autre. Cette nouvelle incite le secrétaire d'État à se rendre en urgence à Vienne le surlendemain pour sonder son homologue austro-hongrois : dans une note du 3 septembre, Richard von Kühlmann se montre inquiet sur les liens entre le Reich et son principal allié, dont la position exige la mise en œuvre d'une stratégie de rapprochement avec la Grande-Bretagne.

### Préparation de la réunion
Depuis le milieu du mois d'août, le chancelier impérial, Georg Michaelis, multiplie les contacts avec les principaux responsables politiques du Reich pour justifier sa position face à la note pontificale ; en effet, il se rend sur le front occidental et rencontre les Kronprinz prussiens et bavarois, responsables de deux importantes armées engagées sur le front de l'Ouest. Le chancelier revient à Berlin avec leur accord sur la politique qu'il s'apprête à mener en Belgique.
Dans le même temps, Karl Helfferich, alors vice-chancelier et secrétaire d'État à l'intérieur, demande à Oskar von der Lancken-Wakenitz, officier en fonction auprès du gouverneur militaire de la Belgique, un mémorandum rendant compte des projets allemands en Belgique. Dans ce texte, le gouverneur défend la restauration de la Belgique comme royaume indépendant, en contrepartie de quoi le Reich disposerait de « garanties politiques et militaires », notamment le contrôle d'Anvers et de sa liaison ferroviaire avec le Reich, propriété de l'administration ferroviaire prussienne.

## Participants

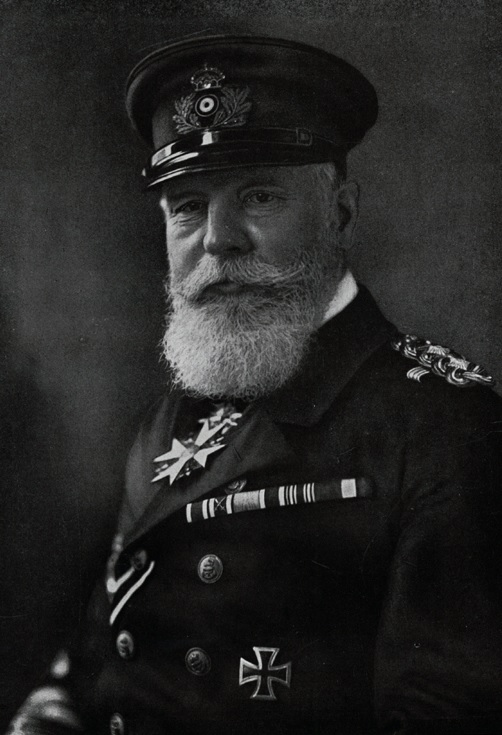
Henning von Holtzendorff, commandant en chef de la marine de guerre, en 1918.

Convoquée par l'empereur Guillaume II, la conférence réunit, sous sa présidence, le Kronprinz Guillaume, le chancelier impérial, Georg Michaelis et son nouveau secrétaire d'État, Richard von Kühlmann,.
Le haut-commandement est représenté par Henning von Holtzendorff, alors commandant en chef de la marine de guerre, et par les Dioscures, Paul von Hindenburg, Erich Ludendorff. Oskar von der Lancken-Wakenitz, diplomate en poste à Bruxelles, représente le gouverneur général de Belgique.

## Discussions

### Constitution de laMitteleuropa

L'annexion de la Silésie autrichienne, doit aboutir, selon Erich Ludendorff, au renforcement de la tutelle allemande sur la double monarchie.

Cette conférence constitue la première occasion pour Ludendorff d'exposer sa vision d'une paix consécutive à une victoire allemande. À ses yeux, un large programme d'annexions marque la première étape de la réalisation d'un projet politique, la Mitteleuropa, sous-tendu par la mise en place d'un programme économique visant à organiser un système autarcique sous direction allemande. Son programme prévoit ainsi de larges annexions dans les pays baltes, qu'il perçoit comme de riches territoires agricoles. Enfin, pour renforcer l'emprise du Reich sur la double monarchie, Ludendorff préconise l'annexion à la Prusse de la Silésie autrichienne, le cercle de Troppau pour sa richesse industrielle, le cercle de Teschen pour sa position géographique, donnant au Reich une frontière commune avec la Hongrie.
Ces annexions orientales se doublent d'un programme occidental tout aussi maximaliste. En effet, les militaires présents préconisent de larges annexions en Belgique, notamment son port, Anvers, et une portion de la côte flamande, reliés au Reich par un corridor jouissant de l'extraterritorialité.

### Le contrôle de la Belgique

Paul von Hindenburg souhaite annexer les régions belges situées sur la rive droite de la Meuse et les abords de Liège sur la rive gauche (carte du bassin de la Meuse).

Erich Ludendorff et Hening von Holtzendorff souhaitent la mise en place d'un contrôle politique et militaire sur le royaume de Belgique. Ludendorff se montre farouche partisan de l'annexion au Reich de l'ensemble des territoires belges situées sur la rive droite de la Meuse ; Paul von Hindenburg définit expressément Liège et ses abords sur la rive gauche comme une région destinée à être occupée de façon permanente par le Reich, quel que soit son statut. Hening von Holtzendorff, commandant en chef de la marine de guerre, développe de son côté la nécessité pour le Reich vainqueur de contrôler la totalité de la côte belge pour une très longue période après la fin du conflit.
Face à cette position maximaliste, les représentants du gouvernement ne parviennent pas à imposer la définition d'une politique de compromis à faire valoir lors de possibles négociations de paix avec les Alliés. Ainsi, ils échouent à promouvoir la scission de la Belgique en deux États, la Flandre et la Wallonie, liés entre eux par une simple union personnelle et à les intégrer dans la zone d'influence économique allemande en Europe.

### Divergences

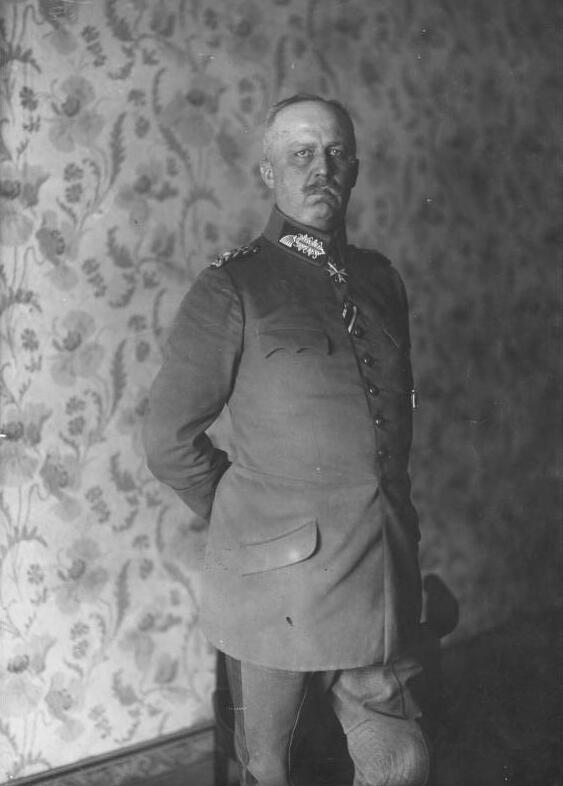
Erich Ludendorff, ici en 1915, souhaite de larges annexions en Belgique.

Lors de cette conférence, la question de la nature du contrôle allemand sur la Belgique est posée avec acuité. En réalité, ces divergences sont identiques à celles qui ont poussé les militaires à exiger, et à obtenir, le renvoi de Theobald von Bethmann Hollweg.
En effet, celui-ci se montrait alors partisan de la mise en place d'un contrôle économique de longue durée, garanti par des accords politiques, économiques et militaires, respectant formellement l'indépendance belge. Ce programme est repris, avec des modifications prenant en compte certaines exigences des États fédérés, par son successeur : la mise sous tutelle des chemins de fer belges par la Prusse ainsi que la participation majoritaire de capitaux allemands à certaines entreprises belges jugées stratégiques par les experts économiques prussiens et Bavarois constituent les principaux ajouts aux buts de guerre de Theobald von Bethmann-Hollweg avant son renvoi. Les principaux responsables du gouvernement civil se montrent néanmoins hostiles à toute annexion d'importance aux dépens du royaume de Belgique, privilégiant ainsi la mise en place d'une tutelle indirecte, qu'ils jugent alors plus souple.
Les militaires, Erich Ludendorff, Henning von Holtzendorff, respectivement premier quartier-maître général de l'armée allemande et commandant en chef de la marine de guerre, se montrent partisans de larges annexions en Belgique, d'une occupation de longue durée du littoral belge, du démantèlement de l'Industrie de guerre du royaume ainsi que de la conclusion d'accords techniques visant à intégrer la Belgique au Reich. Ces accords comporteraient trois volets économiques et commerciaux, un traité monétaire, un accord fluvial et un accord ferroviaire, tous destinés à intégrer l'État belge dans la sphère politique et économique que le Reich aspire à constituer en Europe. Le volet monétaire instituerait un taux de change fixe entre le franc belge et le Reichsmark, le volet fluvial réorganiserait la réglementation belge en matière de commerce fluvial selon le droit en vigueur dans le Reich, tandis que les dispositions imposées à la Belgique dans le domaine ferroviaire auraient pour conséquence de placer les chemins de fer belges sous la stricte tutelle des l'administration des chemins de fer prussiens.

## Issue

### Le courrier du12 septembre

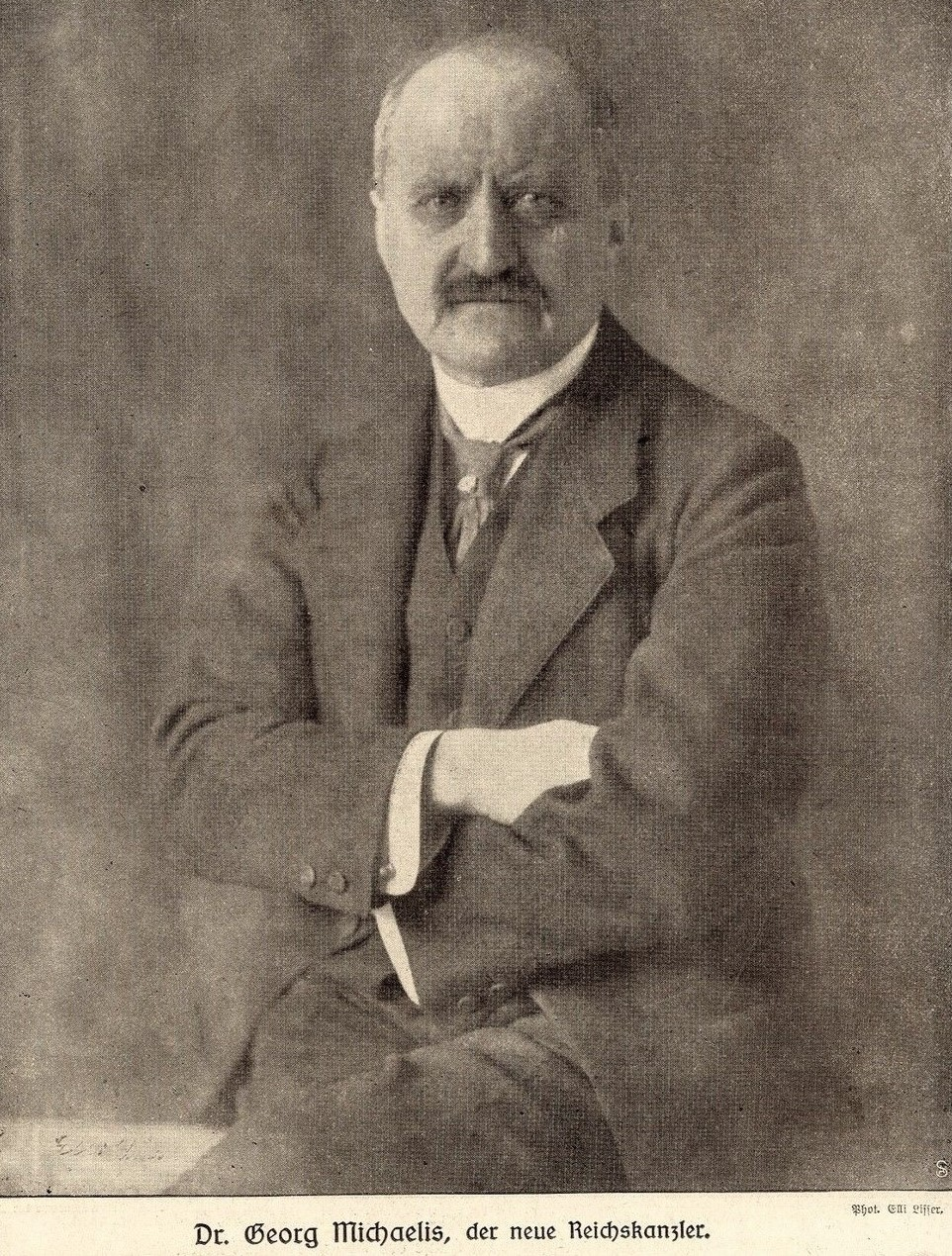
Georg Michaelis, ici en 1917, rédige un compte-rendu de la réunion sous forme d'un courrier adressé par Guillaume II aux militaires.

Aucun compte rendu officiel n'a été rédigé lors de cette conférence ; cependant, dès le lendemain, Georg Michaelis rédige à l'intention de Paul von Hindenburg et Henning von Holtzendorff un courrier qu'il soumet pour signature au souverain allemand.
Georg Michaelis récapitule les avancées obtenues par le gouvernement. Dans ce courrier, le chancelier présente les divergences entre civils et militaires comme un point de forme, et s'interroge sur la nature des « renoncements » que le Reich se verrait obligé à accepter.
Ce courrier constitue la position officielle de Guillaume II sur la question de la Belgique, principal objet de la conférence. En effet, le chancelier et son secrétaire d'État parviennent à imposer à l'empereur une rédaction conforme à leurs vues : L'abandon de la côte belge, à l'exception de Zeebruges, est ainsi approuvé par le souverain.
Georg Michaelis propose ainsi un nouveau programme des buts de guerre, modéré à l'Ouest de l'Europe, de nature, pense-t-il, à obtenir le retrait britannique du conflit. Cette proposition constitue une incontestable victoire du gouvernement impérial sur les Dioscures, représentants des militaires. Cependant, dès le 15 septembre, les militaires répliquent en proposant à nouveau un but de guerre prévoyant de larges annexions en Europe, dont notamment l'annexion de Liège, à laquelle Hindenburg avait renoncé le 11.

### Un nouveau programme des buts de guerre
Face aux pressions de la majorité du Reichstag en faveur de la paix, les principaux responsables militaires allemands se montrent partisans de la réalisation de vastes buts de guerre à l'Ouest, aboutissant à la mise en place d'une ferme tutelle allemande sur la Belgique et réduisant à néant la réalité de son indépendance,. Les civils parviennent néanmoins à obtenir des militaires le renoncement à ces larges annexions, en faveur de la mise en place d'une politique garantissant au Reich et à son économie, le libre accès aux ressources du marché mondial, y compris par la négociations de clauses commerciales favorables lors des pourparlers de paix avec les Alliés.
Le courrier du 12 septembre 1917, exprimant la position officielle de l'empereur, dresse la liste des buts de guerre allemands à ce stade du conflit. Selon Georg Michaelis, auteur de cette lettre, les frontières occidentales du Reich sortent renforcées du conflit, tandis que l'accès au port d'Anvers est rendu possible par le contrôle de plusieurs des voies de chemin de fer permettant de s'y rendre depuis la Ruhr, la Sarre et Aix-la-Chapelle. Dans le même temps, la propagande flamingante est encouragée, donnant aux responsables allemands à Bruxelles les moyens légaux d'une ambitieuse politique en direction des populations flamandes de Belgique.
Enfin, le bassin lorrain, restant nominalement français, se verrait soumis à un strict contrôle allemand, politique et économique, assis en droit sur les clauses des traités de paix.
Ce nouveau programme, s'il ne remet pas fondamentalement en question les objectifs poursuivis par le Reich en Europe, marque une rupture dans la définition des buts de guerre allemands : en effet, à partir de ce moment, les responsables du gouvernement civil sont parvenus à imposer aux militaires, avec l'appui de Guillaume II, la mise en place d'une tutelle allemande indirecte sur l'ensemble des voisins du Reich, renforcée par des annexions limitées sur les frontières allemandes.